# Alessandro Fasola
Alessandro Fasola (Novara, 28 febbraio 1799 – Novara, 19 aprile 1881) è stato un militare italiano.

## Biografia
Alessandro Fasola nacque a Novara nel 1799 da una famiglia benestante con ampi possedimenti terrieri a Prato Sesia. Superata una malattia che lo portò quasi sul punto di morte all'età di 18 anni, intraprese la carriera militare come cadetto nel reggimento dei Dragoni del Re di stanza ad Alessandria, ma - poiché partecipò ai moti costituzionali del 1821 - fu costretto a riparare in Spagna prima e in Francia poi, dove partecipò all'insurrezione di Parigi del luglio 1830 che causò la fuga dell'assolutista Carlo X.
Tornato in Italia, si arruolò come volontario per sostenere il neo-governo federalista lombardo nelle Cinque Giornate di Milano, ma dopo l'Armistizio di Salasco tornò a Prato Sesia per dedicarsi all'amministrazione dei beni di famiglia e dove fu eletto Sindaco il 10 febbraio 1849. 
Si impegnò in questo incarico per una decina di anni, fino al 1859, quando prese parte alla Seconda Guerra di Indipendenza in qualità di Guida a cavallo nei Cacciatori delle Alpi. 
Tale incarico lo mantenne anche nella successiva Spedizione dei Mille, nella quale fu coinvolto tramite un fortuito incontro con Francesco Nullo con il quale aveva combattuto qualche anno prima. 
Qui, sotto il comando di Giuseppe Missori, combatté con valore a Calatafimi raggiungendo così il grado di Capitano, grado che mantenne poi nell'Esercito Italiano dove fu assegnato al 1º Reggimento nel treno d'armata fino alla cessazione del servizio nel 1872.
Tornò a Prato Sesia dedicandosi all'assistenza e alla filantropia. Morì nel 1881.